# 临江街道 (松原市)
临江街道，是中华人民共和国吉林省松原市宁江区下辖的一个乡镇级行政单位。

## 行政区划
临江街道下辖以下地区：
临兴社区、临盛社区和临强社区。